# Mychajlo Dobkin
Mychajlo „Michail“ Markowytsch Dobkin (* 26. Januar 1970 in Charkow, Ukrainische SSR) ist ein ukrainischer Politiker. Er gehörte der Partei der Regionen an.

## Leben
Dobkin wurde 1998 in das Stadtparlament von Charkiw, der zweitgrößten Stadt der Ukraine, gewählt. Im Jahr 2002 wurde er als parteiloser Kandidat in die Werchowna Rada gewählt. Im selben Jahr erlangte er einen Abschluss in Rechtswissenschaften an der Hochschule des Innenministeriums und 2005 schloss er ein Studium der Ökonomie an der Wirtschaftsuniversität in Charkiw ab.
Seit 2005 war Dobkin stellvertretender Vorsitzender der Stadtorganisation der Partei der Regionen in Charkiw, 2006 wurde er zum Bürgermeister der Stadt gewählt. Im März 2010 ernannte ihn der damals neu gewählte Präsident Wiktor Janukowytsch zum Verwaltungschef (Gouverneur) der Oblast Charkiw. Dobkin galt als ein stets loyaler Gefolgsmann von Janukowytsch, während seiner Zeit an der Spitze der Verwaltung in Charkiw wurde ihm wiederholt vorgehalten, Korruption zu begünstigen.
Während der Proteste des Euromaidan hatte Dobkin das Vorgehen der ukrainischen Sicherheitskräfte gegen die teilweise gewalttätigen Demonstranten wiederholt als zu weich kritisiert. Nach dem Sturz von Janukowytsch im Februar 2014 sprach er sich für die Notwendigkeit eines föderalen Staatsaufbaues der Ukraine aus und forderte Autonomierechte für den Süden und Osten der Ukraine. Am 23. Februar 2014 kündigte er seine Kandidatur für die für Mai 2014 anberaumte ukrainischen Präsidentenwahl an. Als Grund für seine Kandidatur nannte er Gesetze, die all diejenigen bedrohten, die sich „dem Faschismus und Nationalismus nicht anschließen wollen“ sowie Aufrufe zur willkürlichen Verfolgung von Menschen, die Ansichten vertreten, die von den Meinungen der neuen Autoritäten abwichen. Dobkin sieht die Rechte russischsprachiger Ukrainer durch die neue Regierung als bedroht an.
Dobkin wurde am 2. März 2014 von seinem Amt abgesetzt und am 10. März 2014 in Kiew verhaftet. Die seit dem Umsturz von Oleh Machnizkyj (Swoboda) geführte ukrainische Generalstaatsanwaltschaft wirft Dobkin Sezessionismus vor. Sein Name steht auch auf der Liste, welche die ukrainische Übergangsregierung dem Internationalen Strafgerichtshof in Den Haag übergeben will. Am 11. März wurde Dobkin zu Hausarrest in seiner Kiewer Wohnung verurteilt. Dobkins Beschwerde dagegen wurde am 20. März vom Kiewer Appellationsgericht abgewiesen. Dobkin sprach von einem politischen Verfahren, er werde seine Unschuld beweisen. Seit einer Zusicherung durch den Unternehmer Rinat Achmetow, dass Dobkin vor Gericht erscheinen werde, darf er seine Wohnung während des Tages verlassen. Am 28. März wurde er zum Präsidentschaftskandidaten der Partei der Regionen bestimmt.
In einem Interview mit Echo Moskwy erklärte Dobkin am 6. April 2014, dass er die Idee einer Föderalisierung der Ukraine nicht mehr unterstütze, weil es in der Ukraine keine politische Kultur dafür gebe. Am 14. April 2014 wurde Dobkin in Kiew tätlich angegriffen und mit Farbe besprüht.
Dobkin erreichte bei der Präsidentschaftswahl am 25. Mai 2014 ein Wahlergebnis von 3,03 %. Er war aber der Gewinner im einzigen Wahlkreis in der Ukraine, welcher nicht an Poroschenko ging, welcher landesweit in sämtlichen Regionen gewonnen hatte.
Am 13. Juli 2017 verlor Dobkin seine parlamentarische Immunität.
Während des russischen Überfalls auf die Ukraine 2022 veröffentlichte Dobkin ein Video des ukrainischen Präsidenten Wolodymyr Selenskyj und schrieb dazu „Er ist unser“. Zuvor hatte er den ukrainischen Präsidenten mehrfach scharf kritisiert. In einem Kommentar darunter schrieb er: „Er ist unser, weil er mit uns geblieben ist. Und wir in der Ukraine stehen jetzt hinter ihm“. Im Netz kursierte ein Foto von Dobkin, in den Reihen der verteidigenden Streitkräfte der Ukraine.

## Skandal um Wahlkampf-Video
Große Bekanntheit in der Ukraine wie auch in Russland erlangte Dobkin im Jahr 2007, als ein von ihm nicht autorisierter Mitschnitt einer Probe-Aufnahme für einen Wahlkampfspot in das Internet-Portal YouTube gestellt wurde. Dobkin erhält von seinem damaligen Assistenten Gennadij Kernes – dem späteren Bürgermeister Charkiws – Anweisungen, wobei sich Kernes und Dobkin oft in Vulgärsprache äußern.